# Cơ răng trước
Cơ răng trước (hay cơ bánh răng trước, tiếng Anh: Serratus anterior muscle, tiếng Pháp: Le muscle dentelé antérieur) là cơ có nguyên ủy từ mặt ngoài của 8 đến 9 xương sườn trên, nằm giữa mặt trong xương vai và các xương sườn. Động tác của cơ là kéo xương vai ra trước, xoay và giữa nó áp vào thành ngực. Về từ nguyên, serrare có nghĩa là răng cưa (hình dạng cơ), anterior có nghĩa là phía trước của cơ thể.

## Cấu trúc
Cơ răng trước có nguyên ủy từ mặt ngoài của 8 đến 9 xương sườn trên, tạo thành 9 đến 10 nhánh cơ. Sở dĩ số nhánh cơ lớn hơn số xương sườn mà chúng bám vào là do có hai nhánh cơ bám vào xương sườn 2.
Chỗ bám tận của cơ tại mặt sườn bờ trong, giữa góc trên và góc dưới xương vai. Cơ được chi làm ba phần ứng với ba chỗ bám tận trên xương vai:
1. Cơ răng trước trên, bám tận tại góc trên.
2. Cơ răng trước giữa, bám tận tại bờ trong.
3. Cơ răng trước dưới, bám tận tại góc dưới.

### Liên quan
Cơ răng trước nằm sâu đến tận chỗ cơ dưới vai, từ đó nó được phân tách bởi túi dưới vai (túi trên răng). Cơ răng trước cũng tách bởi túi răng - ngực (túi dưới răng) ở chỗ xương sườn.

### Thần kinh chi phối
Cơ răng trước được chi phối bởi thần kinh ngực dài (thần kinh Bell), một nhánh của đám rối thần kinh cánh tay. Thần kinh này đi ở mặt dưới các nhánh cơ. Nó dễ tổn thương trong quá trình phẫu thuật (ví dụ: trong quá trình cắt bỏ hạch bạch huyết vùng nách trong điều trị ung thư vú). Tổn thương thần kinh dẫn đến bệnh xương vai có cánh (winged scapula).

## Chức năng
Cả ba phần của cơ đều có động tác kéo xương vai ra trước, xoay và giữa nó áp vào thành ngực, giúp tay gập vào trong. Do đó cơ đối vận là các cơ trám. Tuy nhiên, khi phần cơ trên và phần cơ dưới cùng nhau thực hiện động tác, chúng giữ xương vai tì vào ngực, giống động tác của các cơ trám. Lúc này, phần trên và dưới cơ răng trước lại là cơ hiệp đồng của cơ trám. Cơ cũng nâng xương sườn khi đai vai đã cố định, hỗ trợ hô hấp.
Cơ răng trước đóng vai trò quan trọng khi xoay xương vai lên trên, khi đẩy tạ hoặc nâng vật nặng lên trên đầu. Cơ thực hiện động tác đồng thời với các sợi trên và dưới của cơ thang.

## Hình ảnh
- Vị trí cơ răng trước.
- Xương vai trái, mặt trước. Cơ răng trước bám tận vào bờ trong xương vai
- Cơ răng trước
- Động mạch nách và nhánh của nó. Cơ răng trước đi kèm với cơ ngực bé.
- Nhìn từ phía trước
* Serratus anterior muscle: Cơ răng trước
* Anterior thoracic wall: Thành ngực trước
* External abdominal oblique muscle: Cơ chéo bụng ngoài.
- Có thể thấy cơ răng trước khá sắc nét trên vận động viên thể dục dụng cụ Calvin Currie khi chuẩn bị cho bộ môn đu xà kép tại Giải Austrian Future Cup tổ chức tại Linz.